# Ivánovics György

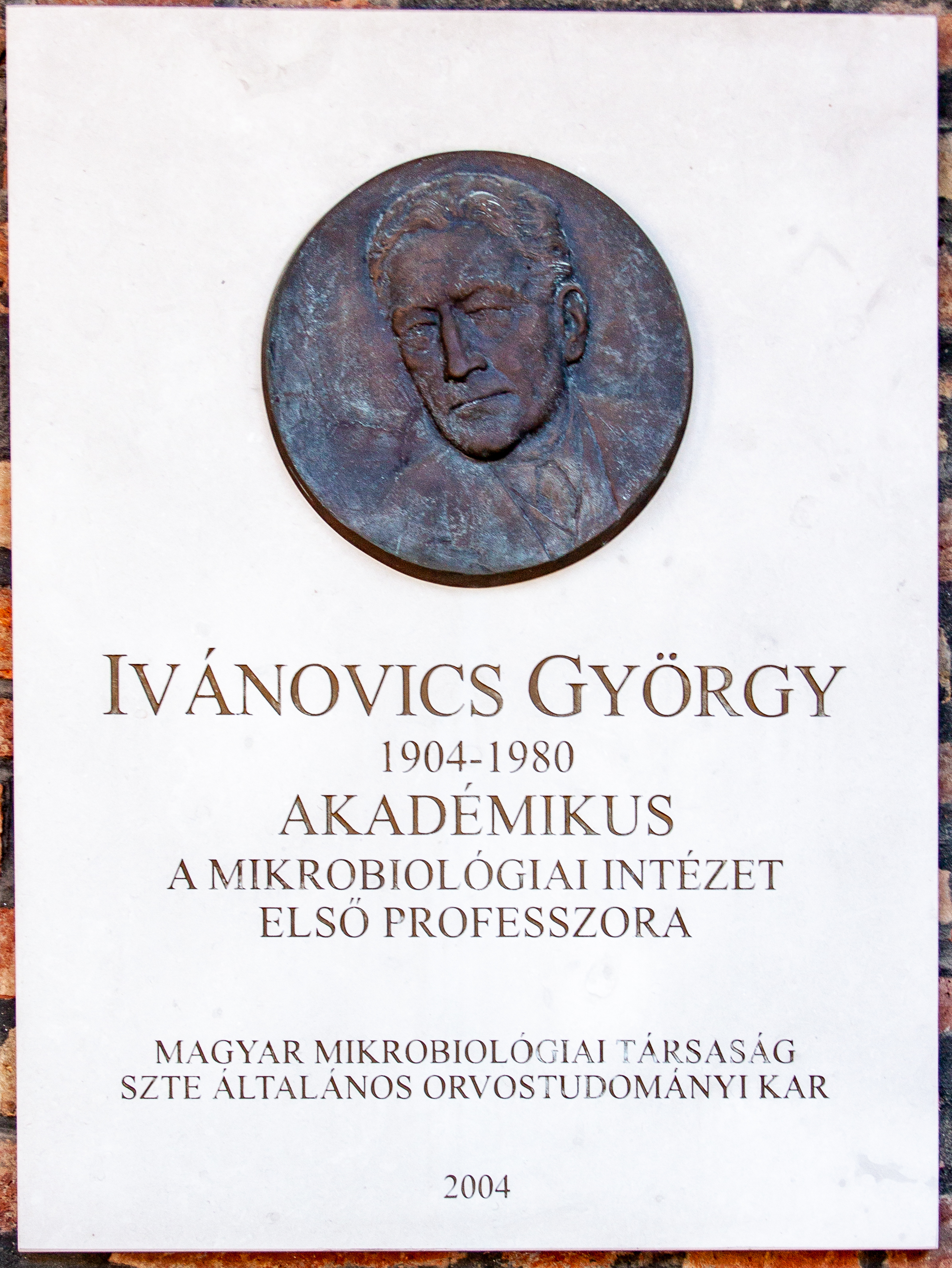
Emléktáblája domborművel a szegedi Dóm téren

Ivánovics György (Budapest, Józsefváros, 1904. június 11. – Budapest, 1980. szeptember 1.) kétszeres Kossuth-díjas orvos, mikrobiológus, bakteriológus, egyetemi tanár, a Magyar Tudományos Akadémia rendes tagja.

## Életútja
Ivánovics Lajos László (1868–1946) mészárosmester és Lacza Irma (1886–1958) fiaként született. 1924-ben a Budapesti Közegészségügyi Intézet gyakornokaként kezdett el dolgozni egyetemi tanulmányai mellett. 1928. szeptember 29-én a budapesti Pázmány Péter Tudományegyetem Orvostudományi Karán avatták orvosdoktorrá, majd segédorvos lett a Szent Rókus Kórház proszektúráján. 1929 januárjában Szegedre költözött, és a Ferenc József Tudományegyetem Közegészségtani Intézetének, illetve Mikrobiológiai Intézetének tanársegédje lett.
1932-ben laboratóriumi szakorvosi képesítést szerzett, még ugyanebben az évben a bécsi Collegium Hungaricumban tanulmányúton vett részt, 1934-ben és 1935-ben Rockefeller ösztöndíjjal a Johns Hopkins School of Hygiene-ben (Baltimore, USA) kutatott (szövettenyésztési eljárásokat dolgozott ki a vírusok fertőzőképességének értékmérésére).
1936-ban habilitált a heveny fertőző betegségek bakteriológiai diagnózisa és járványtana tárgykörből. 1937-ben a szegedi intézet adjunktusa lett, melyet 1940-ig töltött be.
Főállása mellett megszervezte a szegedi Közegészségügy Intézetet és vezette egészen 1940-ig.
1940. október 19-én nyilvános rendkívüli tanárrá nevezték ki (ténylegesen 1940. november 1-jétől töltötte be) a kórtani tanszékre, 1943. október 23-án pedig a szegedi Orvostudományi Egyetem Mikrobiológiai Intézet nyilvános rendes tanárává nevezték ki. (ténylegesen 1943. november 15-étől töltötte be). 
1946-ban a Magyar Tudományos Akadémia levelező tagjává választották. 1947-ben Stockholmban végzett kutatásokat a svéd kormány meghívására és vendégeként.
Az 1948/1949-es tanévtől az egyetem dékánja lett. 1955-ben a Magyar Tudományos Akadémia rendes tagjává választotta.
1960-ban a Harvard Egyetemen dolgozott (Boston, USA), 1965–1966-ban a Glasgow-i Egyetem vendégprofesszora volt.
1955 és 1974 közt az Acta Microbiologica Hungarica című folyóirat főszerkesztője volt. 1974-ben nyugállományba vonult egyetemi tanárként, de megmaradt az intézet tudományos tanácsadójaként.
1980. szeptember 1-jén Budapesten halt meg.

## Orvosi és mikrobiológiai tevékenysége
Tevékenységi területe a mikrobiológia (ezen belül az általános bakteriológia), a genetika és a biokémia volt. Bakteriológiai tevékenységének fő területe a lépfene-baktérium (Bacillus anthracis) vizsgálata volt. Bruckner Győzővel 1938-ban publikálták a természetes poliglutaminsav izolálását a virulens lépfene-baktérium tokanyagából és a Bacillus subtilis táptalajából.
A Chinoin gyár munkatársaival fejlesztette ki az Ultraseptyl nevű gyógyszert, ami a baktericid hatásán alapult (1940). Jelentősek voltak a B12-vitamin előállításával és értékmérésével kapcsolatos vizsgálatai. A szövettenyésztési eljárások hazai meghonosításával a virológia hazai fejlődéséhez járult hozzá.
Több mint 220 tudományos közleményt publikált, számos könyvet írt. Köteteit, tudományos közleményeit angol, német és magyar nyelven adta közre.

## Főbb művei
- A study of rabbit vims III in tissue culture. (Társszerző R.R. Hyde) ld. Am. J. Hyg. 1936
- Chemische und immunologische Studien über den Mechanismus dér Milzbrandinfection und Immunitat. I. (Társszerző V. Bruckner) ld. Z. Immun.-Forsch. 1937
- Untersuchungen über das Polysaccharid dér Milzbrandbazillen ld. Z. Immun.-Forsch. 1939
- Experimentelle Chemotherapie dér bakteriellen Infektionen. (Acta Med. Szeged, Tóm. 12. Fasc. I.) Budapest-Lpz. 1944. Rényi-Barth. 160 p.
- Emberi betegségeket okozó vírusok és rickettsiák. Budapest, 1953. Akad. K. 220 p.
- Bacteriocinogenesis in Bacillus megaterium. (L. Alföldivel) ld. J. Gén. Microbiol. 1957
- Orvosi mikrobiológia. (Társszerzőkkel) Budapest, 1960. Medicina. 546 p. (2. kiadás. 1963)
- Isolation and somé characteristics of haemin dependent mutants of Bacillus subtilis. (Társszerző T.J. Anderson) ld. J. Gén. Microbiol. 1967
- Orvosi mikrobiológia - immunitástan - parazitológia. (Társszerzőkkel) Budapest, 1973. Medicina. 507 p. (3. átdolgozott, bővített kiadás)[5]

## Társasági tagságai
- A magyar kémikusok egyesületének tagja
- a „Society for General Microbiology” (London) tagja
- a kanadai „Society for Microbiology” tagja
- a francia Mikrobiológiai Társaság tagja
- a Magyar Élettani Társaság, és a Magyar Mikrobiológiai Társaság alapítója tagja
- a Magyar Tudományos Akadémia és az Egészségügyi Minisztérium Mikrobiológiai és Járványügyi Bizottságának elnöke

## Díjai, elismerései
- Kossuth-díj (1948, 1952)
- a Munka Érdemrend arany fokozata (1954, 1964)
- Semmelweis Ignác-emlékérem (1963)
- Hetényi Géza-emlékérem (1971)
- Jancsó Miklós-emlékérem (1973)
- Manninger Rezső-emlékérem (1974)
- A Glasgow-i Egyetem díszdoktora (1972)